# Коджаада
Коджаада (тур. Koca Ada, Kocaada) — необитаемый остров в Турции, расположенный в заливе Хисарёню Эгейского моря, к северу от села Бозбурун, к югу от острова Дишлидже и к западу от острова Камерье. Относится к району Мармарис в иле Мугла. Наивысшая точка 151 метр над уровнем моря.